# Gūrān (ort i Iran)
Gūrān (persiska: گُمبَران, گمران, Gombarān, Gomerān, گوران) är en ort i Iran.   Den ligger i provinsen Hormozgan, i den södra delen av landet, 1 100 km söder om huvudstaden Teheran. Gūrān ligger 23 meter över havet och antalet invånare är 436.
Terrängen runt Gūrān är platt norrut, men söderut är den kuperad. Havet är nära Gūrān åt nordväst.  Närmaste större samhälle är Chāhū-ye Sharqī, 11,4 km väster om Gūrān. Trakten runt Gūrān är ofruktbar med lite eller ingen växtlighet.